# Amerikaz Nightmare
Amerikaz Nightmare è un album dei 2004 dei Mobb Deep. È il sesto album del duo hip-hop e l'unico prodotto per l'etichetta Jive Records. Contiene i singoli "Got It Twisted" e "Real Gangstaz". L'album è stato un fallimento sotto l'aspetto commerciale, con solo 547,000 copie vendute nel primo anno, motivo della separazione dall'etichetta discografica.

## Tracce
1. Amerikaz Nightmare – 4:57 – Havoc
2. Win or Lose – 3:12 – The Alchemist
3. Flood the Block – 2:56 – Havoc
4. Dump (featuring Nate Dogg) – 3:17 – Havoc
5. Got It Twisted – 3:41 – The Alchemist
6. When U Hear the – 2:53 – The Alchemist
7. Real Niggaz – 4:39 – Red Spyda
8. Shorty Wop – 3:33 – Havoc
9. Real Gangstaz (featuring Lil Jon) – 4:08 – Lil Jon
10. One of Ours Part II (featuring Jadakiss) – 4:21 – Havoc
11. On the Run – 3:46 – Havoc
12. Throw Your Hands (In the Air) – 3:57 – West
13. Get Me (featuring Littles & Noyd) – 4:31 – Havoc
14. We Up – 2:58 – Havoc
15. Neva Change – 3:55 – Havoc
16. Got It Twisted (Remix) (featuring Twista) – 4:43 – The Alchemist

## Campioni utilizzati
Throw Your Hands (In the Air)
- "Live In Connecticut" dei Cold Crush Brothers

Got It Twisted
- "She Blinded Me With Science" di Thomas Dolby

Win Or Lose
- "Here I Go Again" di Jean Plum

## Singoli
| Informazioni                                                 |
| ------------------------------------------------------------ |
| "Got It Twisted" - Uscito il: 30 marzo 2004 - B-side:        |
| "Real Gangstaz" - Uscito il: 31 agosto 2004 - B-side:        |
| "Throw Your Hands (In the Air)" - Uscito nel: 2004 - B-side: |
| "Win or Lose" - Uscito nel: 2004 - B-side:                   |
| "Got It Twisted (Remix)" - Uscito nel: 2004 - B-side:        |

## L'album in classifica
| Anno | Album              | Posizione in classifica | Posizione in classifica | Posizione in classifica |
| Anno | Album              | Billboard 200           | Top R&B/Hip Hop Albums  |                         |
| 2004 | Amerikaz Nightmare | #4                      | #2                      |                         |

## Singoli in classifica
| Anno | Canzone          | Posizione in classifica | Posizione in classifica          | Posizione in classifica | Posizione in classifica |
| Anno | Canzone          | Billboard Hot 100       | Hot R&B/Hip-Hop Singles & Tracks | Hot Rap Tracks          | Rhythmic Top 40         |
| 2004 | "Got It Twisted" | #64                     | #23                              | #18                     | #39                     |
| 2004 | "Real Gangstaz"  | -                       | #49                              | -                       | -                       |